# 상해의 불나비
"상해의 불나비"는 1971년 공개된 대한민국의 영화이다.

## 배역
- 김희라
- 문희